# イェジ・ドミニク・ルボミルスキ
イェジ・ドミニク・ルボミルスキ（Jerzy Dominik Lubomirski, 1654年頃 - 1727年7月27日）は、ポーランド・リトアニア共和国の貴族、公爵（帝国諸侯）。

## 生涯
ヘトマンのイェジ・セバスティアン・ルボミルスキと後妻バルバラ・タルウォの息子。ポロンネ、ヤノヴィエツ及びリュボームリの領主。1695年より王冠領配膳官（Podstoli koronny）、1702年より宮廷侍従（Podkomorzy）、1726年よりクラクフ県知事を務めた。オルシュティン、カジミェジュ・ドルヌィ及びリプノの代官職を帯びた。
1695年異母兄ヒェロニム・アウグスティン・ルボミルスキの妻の妹にあたるカタリーナ・フォン・アルテンボックムと結婚するが、彼女は1700年よりアウグスト強王の妾となったため、間に子は無く、1710年教皇の命令で婚姻は解消された。
1712年マグダレーナ・タルウォ（1690年 - 1730年）と再婚し、間に2人の息子をもうけた。
- フランチシェク・フェルディナント・ルボミルスキ（英語版）（1712年頃 - 1774年）
- アントニ・ベネディクト・ルボミルスキ（英語版）（1718年頃 - 1761年）